# Silvio Fiorelli
Silvio Fiorelli var en italiensk skådespelare.
Han anses omkring 1600 ha skapat Pulcinellakaraktären i Commedia dell'arte.